# Раханський Анатолій Варфоломійович
Анато́лій Варфоломі́йович Раха́нський (нар. 30 червня 1939, місто Христинівка, Київська область — пом. 10 вересня 2018) — український політичний діяч. Народний депутат України II, III IV скликань.

## Освіта
Одеський технологічний інститут харчової промисловості ім. М.Ломоносова, механічний факультет (1971), інженер-механік.

## Кар'єра
- 1959–1962 — робітник Ананіївського райхарчокомбінату. Механік, головний інженер Звенигородського райхарчокомбінату.
- 1962–1967 — директор Городищенський пиво-безалкогольного заводу.
- 1967–1975 — директор Євпаторійського пиво-безалкогольного заводу.
- 1975–1977 — головний інженер Кримського обласного управління харчової промисловості.
- 1977–1987 — начальник Головного управління, заступник Міністра, перший заступник Міністра харчової промисловості України.
- 1987–1992 — начальник Управління харчової промисловості Держплану України, заступник Міністра економіки України.
- 1991–1992 — член Міжреспубліканського комітету країн СНД від України.
- Грудень 1992 — подав у відставку в зв'язку з неприйняттям позицій. Потім працював заступником голови Комісії Президента України у зв'язках з міжнародними фінансовими установами та контролю за зовнішньоекономічною діяльністю, з липня 1993 - керівник Консультативно-аналітичного центру із зовнішньоекономічних питань Адміністрації Президента України.
- Грудень 1993-1994 — заступник Міністра зовнішньоекономічних зв'язків України.
- 1993-1994 — член Консультативного комітету Президентів України і Республіки Польща.

Учасник ліквідації наслідків аварії на ЧАЕС (І категорія) з перших днів.
Член пленуму з присудження Державних премій України (1982-1992). З 1996 — член постійної комісії Верховної Ради України в Парламентській асамблеї Ради Європи (заступник голови делегації), голова комітету ПАРЄ з питань науки і технологій (з лютого 2000)., член бюро ПАРЄ Член Регіональної ради від України в Європейському комітеті «Парламентарі світу і проблеми ХАБІТАТ» (з березня 2000). Керівник депутатських груп у Верховній Раді України з міжпарламентських зв'язків з Республікою Корея та Республікою Азербайджан. Координатор народних депутатів від Автономної Республіки Крим. 
Голова громадської організації "Всеукраїнська Рада Старійшин" та голова Правління Громадської організації “Українська рада ветеранів-депутатів і працівників законодавчої влади, регіональних рад та Парламентської асамблеї ради Європи (ПАРЄ)”.

## Парламентська діяльність
Народний депутат України 2-го скликання з 11 травня 1994 до 12 травня 1998 за Євпаторійським виборчім округом № 30 Автономної Республіки Крим, висунутий трудовим колективом. Член групи «Незалежні». Член Комітету з питань державного будівництва, діяльності рад і самоврядування. На час виборів: заступник Міністра зовнішніх економічних зв'язків України, безпартійний. Член Міжреспубліканського комітету країн СНД від України. З 1996 — член постійної комісії Верховної Ради України в Парламентській асамблеї Ради Європи (заступник голови делегації), очолював депутатську групу депутатів-чорнобильців.
Народний депутат України 3-го скликання з 12 травня 1998 до 14 травня 2002 за виборчім округом № 4 Автономної Республіки Крим. На час виборів: народний депутат України, безпартійний. Член фракції партії «Трудова Україна». Член Комітету з питань державного будівництва, місцевого самоврядування та діяльності рад (з липня 1998, пізніше — Комітет з питань державного будівництва та місцевого самоврядування). Голова комітету ПАРЄ з питань науки і технологій (з лютого 2000).
Народний депутат України 4-го скликання з 14 травня 2002 до 25 травня 2006 за виборчім округом № 4 Автономної Республіки Крим, самовисування. «За» 28.37%, 14 суперників. На час виборів: народний депутат України, безпартійний. Член фракції «Єдина Україна» (травень — червень 2002), член фракції партій ППУ та «Трудова Україна» (червень 2002 — квітень 2004), член фракції політичної партії «Трудова Україна» (квітень — грудень 2004), позафракційний (грудень 2004 — січень 2005), член групи «Демократична Україна» (січень — вересень 2005), член фракції Політичної партії «Вперед, Україно!» (вересень — жовтень 2005), член групи «Довіра народу» (жовтень — грудень 2005), член групи Народного блоку Литвина (грудень 2005 — квітень 2006). Член Комітету з питань державного будівництва та місцевого самоврядування (з червня 2002), член Постійної делегації Верховної Ради України в ПАРЄ (з червня 2002), заступник голови. Керівник депутатської групи у Верховній Раді України з міжпарламентських зв'язків з парламентом Республіки Азербайджан (з 2002).
Березень 2006 — кандидат в народні депутати України від Партії «Відродження», № 10 в списку. На час виборів: народний депутат України, безпартійний.
Офіційно виступив на сесіях ПАРЄ 116 разів із найрізноманітніших питань, в тому числі щодо захисту прав людини, попередження екологічних катастроф, стосовно стану економіки Європи, свободи слова, засудження агресій проти Югославії та Іраку. На кожній сесії ПАРЄ ініціював обговорення проблем ліквідації наслідків Чорнобильської катастрофи.
Ініціатор створення кінофільму про наслідки аварії на ЧАЕС та проведення щорічно фотовиставок і демонстрацій у приміщення ПАРЄ, фільмів про хід її ліквідації, а також чисельних звернень до країн Великої сімки та міжнародних фінансових організацій із вимогами термінового виконання Оттавського меморандуму щодо їх участі у ліквідації техногенної катастрофи.

## Сім'я
Українець. Батько Варфоломій Миколайович (1904-1951) — робітник. Мати Марія Семенівна (1909-1988) — робітниця радгоспу. Дружина Валентина Андріївна (1941-2008) — біолог. Дочка Людмила (1964) — філолог. Син Тарас (1975) — спеціаліст з зовнішньоекономічних зв'язків.

## Нагороди
Почесний член Парламентської асамблеї Ради Європи (довічно), Заслужений працівник промисловості України (1987).
Член-кореспондент Академії інженерних наук України (АІНУ) (1994), Міжнародної академії інформаціології при ООН (2002), почесний доктор наук Азербайджанського університету народного господарства (Бакинського університету економіки) (2001).
Звання "Почесний кримчанин" (2004), Почесний громадянин міст Євпаторія, Саки, села Суворовське (Крим), Христинівського району Черкаської області.
Орден «За заслуги» III (вересень 2002), II ступенів (червень 2004). Почесна грамота Кабінету Міністрів України (червень 2004), золота зірка ”Герой козацького народу”, медаль Ради Європи ”За заслуги перед Європою”, медаль “Ліквідатор наслідків аварії на ЧАЄС”, орден "Вятян Ювалди" (“Син Вітчизни”, Республіка Азербайджан).

## Книги
Автор книг: “Десять років в Парламентській асамблеї Ради Європи”, “На шляху до миру”, “Уроки Чорнобиля”, "Слуга народу".
Здійснював загальну редакцію видань О.П.Гусєва "Невідомий Чорнобиль", «Громи та блискавиці об’єкта "Укриття"», "Протуберанці Чорнобиля : документи і факти про боротьбу України разом з міжнародною спільнотою з наслідками катастрофи на ЧАЕС" та ін.